# Diss
Diss är en stad och civil parish i South Norfolk i Norfolk i England. Orten har 7 572 invånare (2011). Byn nämndes i Domedagsboken (Domesday Book) år 1086, och kallades då Dice.